# 中华肖峭
中华肖峭（学名：Tetragnatha chinensis）为肖峭科肖峭属的动物。在中国大陆，分布于苏州等地。该物种的模式产地在苏州。